# Curopalate
Curopalate (o kouropalates in greco) da cura palatii ("cura del palazzo"), era un titolo della corte di Costantinopoli. 
Prima di Giustiniano I il termine indicava un ufficiale responsabile delle questioni economiche, quello che più tardi sarà chiamato Protovestiarios.
Senza dubbio fu inizialmente l'intendente del palazzo, ma divenne presto una carica puramente onorifica: veniva subito dopo quelle di cesare e nobilissimo. 
Di solito spettava ai genitori dell'imperatore.